# Nouveau Théâtre (Prague)
Pour les articles homonymes, voir Nouveau-Théâtre.

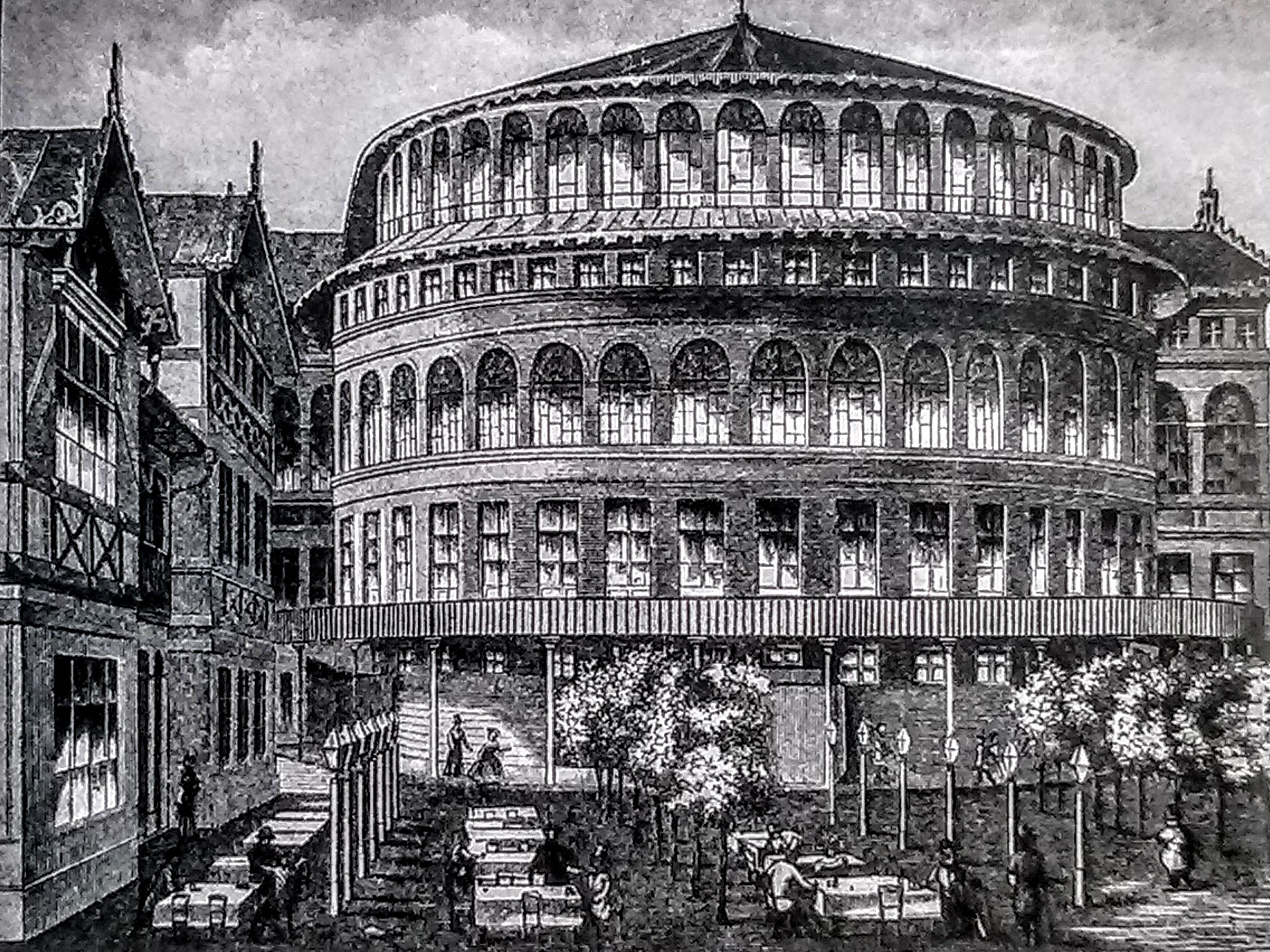
Le bâtiment en 1885, peu avant sa destruction.

Le Nouveau Théâtre (en tchèque : Novoměstské divadlo) était un grand théâtre en bois situé à Prague, où se jouaient au XIXe siècle des pièces théâtrales tchèques. Il se situait approximativement à l'emplacement de l'actuel théâtre Smetana, près de la Gare centrale.

## Historique
Le théâtre a été construit par l'architecte Josef Niklas (en) de 1858 à 1859 et a été inauguré le 24 avril 1859. Il pouvait accueillir jusqu'à 3 000 spectateurs et a servi exclusivement aux représentations de pièces de théâtre tchèques. Son importance a quelque peu diminué après l'ouverture du Théâtre provisoire en 1862, qui, cependant n'avait que la moitié de la capacité du Nouveau Théâtre. Mais après la réouverture du Théâtre national en 1883, le bâtiment qui se délabrait a été démoli pour faire place au Nouveau Théâtre allemand, renommé par après en Théâtre Smetana.

## Création
Le 16 mai 1868, Dalibor, opéra de Bedřich Smetana, y a été créé sous la direction du compositeur.

## Literatur
- Oskar Teuber: Geschichte des Prager Theaters. Von den Anfängen des Schauspielwesens bis auf die neueste Zeit. Dritter Theil: Vom Tode Liebich's, des größten Prager Bühnenleiters, bis auf unsere Tage (1817–1887). Hofdruckerei A. Haase, Prag 1888.